# Josef Schönhansl
Josef Schönhansl byl rakouský politik české národnosti z Čech, během revolučního roku 1848 poslanec Říšského sněmu.

## Biografie
Roku 1849 se uvádí jako Joseph Schönhansl, poštmistr v Horažďovicicích. Jako poštmistr v Horažďovicích se uvádí již roku 1843. Byl příslušníkem horažďovické rodiny Schönhanslů, která do roku 1919 zastávala dědičně poštmistrovský úřad. Jiný Josef Schönhansl byl počátkem 20. století starostou tohoto města.
Během revolučního roku 1848 se zapojil do veřejného dění. Ve volbách roku 1848 byl zvolen na ústavodárný Říšský sněm. Zastupoval volební obvod Horažďovice. Tehdy se uváděl coby poštmistr. Řadil se ke sněmovní pravici.